# کریتونوتوس گانگیس
کریتونوتوس گانگیس (نام علمی: Creatonotos gangis) نام یک گونه از تیره شاپرک‌های ببری و بید است که در آسیای جنوب شرقی و استرالیا یافت شد. این‌گونه توسط کارل لینه در کتاب قرن حشرات ۱۷۶۳ معرفی شد.

## بوم‌شناسی
نرهای بالغ این‌گونه برای جذب جنس مخالف فرومون هایدروکسایدانیادال را از دم پرموی خودشان که اندام بو-زای آنها به نام کورماتا یا مدادهای مویی شبیه ۴ شاخ بسیار بزرگ متصل به شکم آنها است تراوش می‌کنند. میزان بو و اندازه کورماتا بستگی به رژیم غذایی بید در دوران کرم پیله‌ساز خودش دارد. اگر رژیم غذایی لارو شامل شبه‌قلیایی پیرولیزیداین باشد اندازه کورماتا بزرگ شده و نر تا ۴۰۰ میلی‌گرم هایدروکسایدانیادال را رها خواهد کرد اما در صورت فقدان این ماده در رژیم غذایی کورماتا رشد نکرده و بویی هم تولید نخواهد شد.
لارو این حشره می‌تواند آسیب گسترده‌ای به برگ‌های درخت‌های انار وارد کند.